# Ludwig Reissenberger

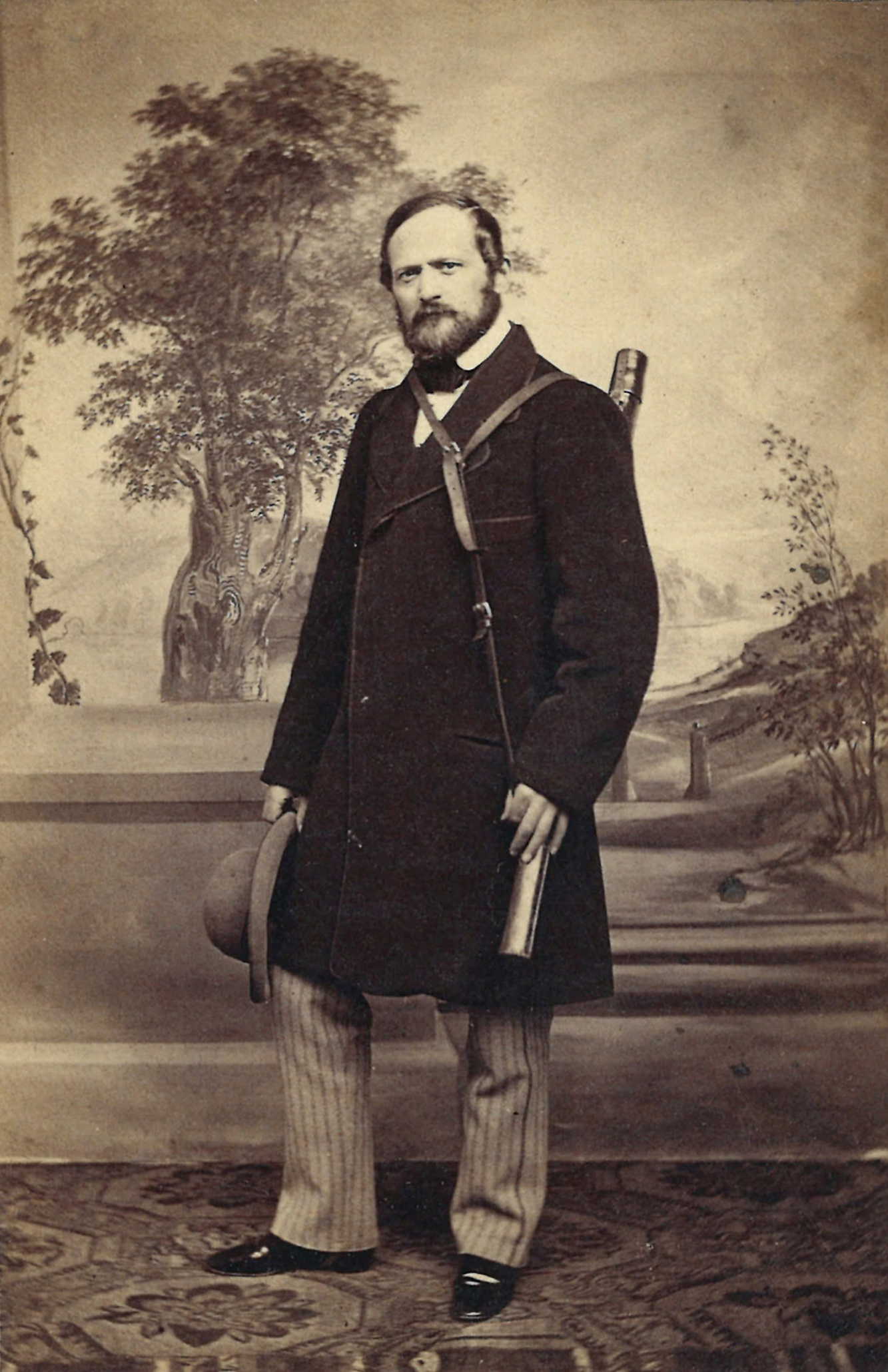
Ludwig Reissenberger

Ludwig Reissenberger (* 23. Januar 1819 in Hermannstadt; † 27. November 1895 ebenda) war ein siebenbürgisch-sächsischer Meteorologe, Kunsthistoriker und Pädagoge.

## Leben
Reissenberger war Sohn eines Leinwebers. Er besuchte das Hermannstädter Gymnasium und ging 1837 an die Universität Berlin. Dort studierte er bis 1839 neben der evangelischen Theologie insbesondere auch die Naturwissenschaften. In der Folgezeit unternahm er Reisen und studierte selbständig Natur und Kunstdenkmäler. Ab 1845 begann er mit den meteorologischen Aufzeichnungen für Siebenbürgen und gilt daher als Begründer der Meteorologie in Siebenbürgen. Außerdem machte er sich durch Höhenmessungen in den Karpaten und die Erfassung von Baudenkmälern in Siebenbürgen verdient. 1848/1849 war er Freiwilliger in der Sächsischen Nationalgarde.
Reissenberger erhielt 1850 eine Festanstellung als Gymnasialprofessor am Brukenthalgymnasium in Hermannstadt. 1851 wurde er zudem zum korrespondierender Mitarbeiter der Zentralanstalt für Meteorologie und Erdmagnetismus in Wien und kurz darauf außerdem auch zum Vorstand der Hermannstädter Wetterstation ernannt. Daneben erhielt er 1854 im Auftrag der k.k. Zentralkommission zur Erforschung und Erhaltung der Baudenkmäler die Bestellung zum Konservator für den südlichen Teil Siebenbürgens. 1859 ernannte ihn die Geologische Reichsanstalt zu ihrem korrespondierenden Mitglied, 1862 wurde er auch Mitglied der Zoologisch-Botanischen Gesellschaft in Wien.
Reissenberger ging 1880 als Gymnasialprofessor in den Ruhestand. Seine Tätigkeit als Bibliothekar und Kustos der Bibliothek und der Gemäldesammlung des Baron Brukenthal’schen Museums der Sächsische Nationsuniversität in Siebenbürgen, die er 1862 übernommen hatte, behielt er noch bis 1882 bei.

## Werke (Auswahl)
- Die bischöfliche Klosterkirche bei Kurtea d'Argyisch in der Walachei; Braumeister, Wien 1860.
- Zur Bestimmung des täglichen Ganges der Luftwärme und des Luftdruckes in Hermannstadt, Hermannstadt 1862.
- Ueberreste der Gothik und Renaissance an Profanbauten in Hermannstadt, 1888.
- Die Kerzer Abtei, 1894.